# چون تو (ترانه ژان-ژاک گلدمن)
چون تو (فرانسوی: Comme toi‎) نام ترانه‌ای فرانسوی است اثر ژان-ژاک گلدمن، که در سال ۱۹۸۲ ضبط و در سال ۱۹۸۳ میلادی در آلبوم «اقلیت» منتشر شد.
ترانه دربارهٔ دخترکی یهودی به نام «سارا» در اردوگاه‌های کار اجباری آلمان نازی در جریان جنگ جهانی دوم است.
تبار گلدمن به یهودی‌های لهستان بار می‌گردد و ایدهٔ این ترانه با دیدن عکسی قدیمی از یک دخترک در آلبوم مادر خودش که در آلمان به‌دنیا آمده‌است، به فکر او خطور کرد.
در نسخهٔ استودیویی این ترانه، ساز ویولن وجود ندارد، اما گلدمن در تمامی اجراهای زندهٔ آن، ساز ویولن را هم در ارکستر می‌گنجاند.
از این ترانه، در مجموع، بیش از ۶۰۰۰۰۰ نسخه فروش رفته‌است.
نام شخصیت اصلی یکی از کتاب‌های تاتیانا دو روزنه (کلید سارا)، از شخصیت این ترانه الهام گرفته شده‌است.
در سال ۲۰۱۲ میلادی، امل بنت آنرا در آلبوم «نسل گلدمن»، بازخوانی کرد.